# Caesars Entertainment Corporation
Caesars Entertainment Corporation, tidigare Harrah's Inc., The Promus Companies och Harrah's Entertainment, var ett amerikanskt företag inom gästgiveri och hasardspel. De hade verksamheter i Egypten, Förenade Arabemiraten, Kanada, Storbritannien, Sydafrika och USA, där den främst hade det i den amerikanska delstaten Nevada. Caesars var 2019 världens tredje största kasinoföretag efter omsättning.
Företaget hade sitt huvudkontor i kasinot Caesars Palace i Paradise i Nevada.
Den 20 juli 2020 fusionerades Caesars med konkurrenten Eldorado Resorts för 17,3 miljarder amerikanska dollar och Eldorado blev Caesars Entertainment, Inc.

## Historik
Företaget hade sitt ursprung från den 29 oktober 1937 när Bill Harrah startade en bingohall i Reno i Nevada. 1946 uppförde han sitt första kasino med namnet Harrah's Club som idag är Harrah's Reno. På tidigt 1970-tal blev hans företag Harrah's Inc. ett publikt aktiebolag och listad på New York Stock Exchange (NYSE), första kasinoföretag att handlas på NYSE. 1978 avled Bill Harrah efter en hjärtoperation rörande aortaaneurysm. 1980 köpte hotellkedjan Holiday Inn Harrah's för 300 miljoner dollar. 1990 köpte det brittiska bryggeriet Bass Brewery Holiday Inn för 2,23 miljarder dollar, samtidigt knoppades kasinoverksamheten och tre hotellkedjor av till ett eget bolag med namnet The Promus Companies. I slutet av 1980-talet och under större delen av 1990-talet uppfördes det flertal kasinon runt om i USA på grund av det ökande utbud av hasardspel i indianreservat efter att den federala lagen Indian Gaming Regulatory Act drevs igenom och legalisering av hasardspel på flodbåtar i flera delstater. 1995 knoppade Promus av alla verksamheter som inte hade något med hasardspel att göra, dessa hamnade i Promus Hotel Corporation som blev fyra år senare uppköpt av Hilton Hotels Corporation. Samtidigt som Promus knoppade av företag så bytte man namn till Harrah's Entertainment, som nu var ett renodlat kasinoföretag. 2005 köpte man Caesars Entertainment, Inc. för 9,4 miljarder dollar, detta var ett direkt svar till konkurrenten MGM Mirage, som hade köpt Mandalay Resort Group för 7,9 miljarder dollar tidigare under året. I januari 2008 köpte riskkapitalbolagen Apollo Global Management och TPG Capital ut Harrah's från börsen för 17,1 miljarder dollar i pengar och ytterligare 10,7 miljarder dollar i övertagna skulder. Den 23 november 2010 bytte Harrah's namn till det nuvarande.
Den 15 januari 2015 tvingades Caesars dotterbolag Caesars Entertainment Operating Company, Inc. att ansöka om konkursskydd på grund av skulder som översteg 10 miljarder dollar. Investerarna tvingade dock moderbolaget ta skulden, för att driva in de skulder de hade. Caesars föreslog att företaget skulle bli två företag, ett real estate investment trust (REIT) som äger kasinonen och ett företag som driver dem, för att kunna ge maximal utdelning till investerarna och fordringsägarna via fördelaktiga skatteregler rörande REIT. Flera medlemmar ur USA:s kongress var kritiska över detta och menade på att det var missbruk av lagarna som styrde REIT, de krävde också att USA:s finansminister Jacob Lew och USA:s skatteverk Internal Revenue Service (IRS) ingripa men utan framgång. Vici Properties grundades officiellt den 6 oktober 2017, den hade då 19 kasinon, fyra golfbanor och en bana för hästsport i sitt ägande, allt leasades tillbaka till Caesars mot en årshyra på 630 miljoner dollar. I december förvärvade Vici kasinot Harrah's Las Vegas från Caesars för 1,14 miljarder dollar, de leasade dock tillbaka den på direkten mot 87,4 miljoner dollar per år. I början av 2019 blev investeraren Carl Icahn Caesars största aktieägare och inledde en aktion om att få Caesars sålt eller fusionerad. Den 24 juni blev det offentligt att Eldorado Resorts köper Caesars för 17,3 miljarder dollar, affären beräknas slutföras i första halvan av 2020 efter eventuell godkännande av myndigheter och aktieägare. Det nya kombinerade företaget kommer fortsättningsvis heta Caesars Entertainment men ledningen är från Eldorado och huvudkontoret kommer att flyttas från Paradise till Reno. Eldorado meddelade samtidigt att Vici Properties kommer att köpa tre egendomar som är ägda av Caesars däribland Harrah's Atlantic City för 1,8 miljarder dollar. Den 20 juli 2020 blev fusionen slutförd.

## Tillgångar

### De tillgångar de hade fram till 31 december 2019

#### Hotell/kasinon
Källa: 
- (VP) = Egendom ägd av Vici Properties.
- (CEC) = Caesars utför facility management vid egendomen.
- Resten av egendomarna ägs delvis eller helt av Caesars.

|  | Namn                                      | Ort                                      | Invigd | Antal hotellrum | Spelyta (m2) |
|  | ----------------------------------------- | ---------------------------------------- | ------ | --------------- | ------------ |
|  | Alea Glasgow                              | Glasgow, Skottland, Storbritannien       | —      | —               | 2 044        |
|  | Alea Nottingham                           | Nottingham, England, Storbritannien      | —      | —               | 1 412        |
|  | Bally's Atlantic City (VP) (CEC)          | Atlantic City, New Jersey, USA           | 1979   | 1 210           | 11 817       |
|  | Bally's Las Vegas                         | Paradise, Nevada, USA                    | 1973   | 2 810           | 6 355        |
|  | Caesars Atlantic City (VP) (CEC)          | Atlantic City, New Jersey, USA           | 1979   | 1 140           | 10 767       |
|  | Caesars Cairo (CEC)                       | Giza, Egypten                            | —      | —               | 604          |
|  | Caesars Dubai (CEC)                       | Dubai, Förenade Arabemiraten             | —      | 570             | —            |
|  | Caesars Palace (VP) (CEC)                 | Paradise, Nevada, USA                    | 1966   | 3 970           | 11 539       |
|  | Caesars Southern Indiana (VP) (CEC)       | Elizabeth, Indiana, USA                  | 1998   | 500             | 8 045        |
|  | Caesars Windsor (CEC)                     | Windsor, Ontario, Kanada                 | 1998   | 760             | 9 290        |
|  | The Cromwell Las Vegas                    | Paradise, Nevada, USA                    | 1979   | 190             | 3 865        |
|  | Emerald Resort & Casino                   | Vanderbijlpark, Sydafrika                | 1997   | 190             | 3 475        |
|  | The Empire Casino                         | London, England, Storbritannien          | —      | —               | 1 895        |
|  | Flamingo Las Vegas                        | Paradise, Nevada, USA                    | 1946   | 3 460           | 6 782        |
|  | Harrah's Ak-Chin (CEC)                    | Maricopa, Arizona, USA                   | 1994   | 530             | 6 057        |
|  | Harrah's Atlantic City                    | Atlantic City, New Jersey, USA           | 1980   | 2 590           | 14 521       |
|  | Harrah's Cherokee (CEC)                   | Cherokee, North Carolina, USA            | 1997   | 1 110           | 16 425       |
|  | Harrah's Cherokee Valley River (CEC)      | Murphy, North Carolina, USA              | 2015   | 300             | 6 039        |
|  | Harrah's Council Bluffs (VP) (CEC)        | Council Bluffs, Iowa, USA                | 1996   | 250             | 1 988        |
|  | Harrah's Gulf Coast (VP) (CEC)            | Biloxi, Mississippi, USA                 | 1994   | 500             | 2 917        |
|  | Harrah's Hoosier Park                     | Anderson, Indiana, USA                   | 2008   | —               | 5 017        |
|  | Harrah's Joliet (VP) (CEC)                | Joliet, Illinois, USA                    | 1993   | 200             | 2 258        |
|  | Harrah's Lake Tahoe (VP) (CEC)            | Stateline, Nevada, USA                   | 1955   | 510             | 4 190        |
|  | Harrah's Las Vegas (VP) (CEC)             | Paradise, Nevada, USA                    | 1973   | 2 540           | 8 250        |
|  | Harrah's Laughlin                         | Laughlin, Nevada, USA                    | 1988   | 1 510           | 5 203        |
|  | Harrah's Louisana Downs (VP) (CEC)        | Bossier City, Louisiana, USA             | 1974   | —               | 1 115        |
|  | Harrah's Metropolis (VP) (CEC)            | Metropolis, Illinois, USA                | 1994   | 260             | 2 258        |
|  | Harrah's New Orleans (VP) (CEC)           | New Orleans, Louisiana, USA              | 1999   | 450             | 11 622       |
|  | Harrah's North Kansas City (VP) (CEC)     | North Kansas City, Missouri, USA         | 1994   | 390             | 5 583        |
|  | Harrah's Philadelphia                     | Chester, Pennsylvania, USA               | 2007   | —               | 10 461       |
|  | Harrah's Reno (VP) (CEC)                  | Reno, Nevada, USA                        | 1937   | 930             | 3 735        |
|  | Harrah's Resort Southern California (CEC) | Funner, Kalifornien, USA                 | 2004   | 1 090           | 6 773        |
|  | Harvey's Lake Tahoe (VP) (CEC)            | Stateline, Nevada, USA                   | 1944   | 740             | 4 106        |
|  | Horseshoe Baltimore (41%) (CEC)           | Baltimore, Maryland, USA                 | 2014   | —               | 11 334       |
|  | Horseshoe Bossier City (VP) (CEC)         | Bossier City, Louisiana, USA             | 1994   | 610             | 2 611        |
|  | Horseshoe Casino Tunica (VP) (CEC)        | Biloxi, Mississippi, USA                 | 1995   | 510             | 5 853        |
|  | Horseshoe Council Bluffs (VP) (CEC)       | Council Bluffs, Iowa, USA                | 1986   | —               | 5 574        |
|  | Horseshoe Hammond (VP) (CEC)              | Hammond, Indiana, USA                    | 1996   | —               | 10 052       |
|  | Indiana Grand                             | Shelbyville, Indiana, USA                | 2009   | —               | 7 785        |
|  | Kings & Queens Casino (CEC)               | Kairo, Egypten                           | —      | —               | 195          |
|  | The Linq                                  | Paradise, Nevada, USA                    | 1959   | 1 150           | 3 057        |
|  | Machester 235                             | Manchester, England, Storbritannien      | —      | —               | 1 635        |
|  | Paris Las Vegas                           | Paradise, Nevada, USA                    | 1999   | 2 920           | 8 854        |
|  | Planet Hollywood Las Vegas                | Paradise, Nevada, USA                    | 2000   | 2 500           | 5 992        |
|  | Playboy Club London                       | London, England, Storbritannien          | —      | —               | 929          |
|  | Ramses Caesars (CEC)                      | Kairo, Egypten                           | —      | —               | 251          |
|  | Rendezvous Brighton                       | Brighton, England, Storbritannien        | —      | —               | 1 394        |
|  | Rendezvous Southend-on-Sea                | Southend-on-Sea, England, Storbritannien | —      | —               | 957          |
|  | Rio All-Suite Hotel and Casino (CEC)      | Paradise, Nevada, USA                    | 1990   | 2 520           | 10 898       |
|  | The Sportsman                             | London, England, Storbritannien          | —      | —               | 539          |
|  |                                           |                                          |        | 38 910          | 274 318      |

#### Övriga
|  | Namn                       | Ort                    | Invigd | Typ                       |
|  | -------------------------- | ---------------------- | ------ | ------------------------- |
|  | Bluegrass Downs (VP) (CEC) | Paducah, Kentucky, USA | 1995   | Vadslagning om hästsport. |

### Före detta
|  | Namn                              | Ort                              | Ägande    |
|  | --------------------------------- | -------------------------------- | --------- |
|  | Atlantic City Country Club        | Northfield, New Jersey, USA      | ????–2014 |
|  | Atlantic Club Casino Hotel        | Atlantic City, New Jersey, USA   | 2013–2014 |
|  | Bill's Casino Lake Tahoe          | Stateline, Nevada, USA           | ????–???? |
|  | Binion's Gambling Hall and Hotel  | Las Vegas, Nevada, USA           | 2004–2004 |
|  | Bourbon Street Hotel and Casino   | Paradise, Nevada, USA            | 2005–2006 |
|  | Caesars Golf Macau (CEC)          | Cotai, Macao, Kina               | 1978–2019 |
|  | Cascata Golf Course (CEC)         | Boulder City, Nevada, USA        | 2000–2019 |
|  | Chariot Run Golf Course (CEC)     | Laconia, Indiana, USA            | 2002–2019 |
|  | Conrad Resort                     | Punta del Este, Uruguay          | ????–2017 |
|  | Cottonwoods Golf Course (CEC)     | Tunica, Mississippi, USA         | ????–2019 |
|  | Flamingo Laughlin                 | Laughlin, Nevada, USA            | 1990–2006 |
|  | Grand Bear Golf Course (CEC)      | Saucier, Mississippi, USA        | 1999–2019 |
|  | Grand Casino Gulfport             | Gulfport, Mississippi, USA       | ????–2005 |
|  | Harrah's Black Hawk               | Denver, Colorado, USA            | 1995–1997 |
|  | Harrah's Central City             | Central City, Colorado, USA      | 1995–1997 |
|  | Harrah's East Chicago             | East Chicago, Indiana, USA       | 1998–2004 |
|  | Prairie Band Casino & Resort      | Mayetta, Kansas, USA             | 1998–2007 |
|  | Harrah's Shreveport               | Shreveport, Louisiana, USA       | 1994–2004 |
|  | Harrah's Skagit Valley            | Bow, Washington, USA             | 1995–1998 |
|  | Harrah's Sky City                 | Auckland, Nya Zeeland            | 1995–1998 |
|  | Harrah's St. Louis                | Maryland Heights, Missouri, USA  | 1997–2012 |
|  | Harrah's Tunica Mardi Gras Casino | Tunica Resorts, Mississippi, USA | 1995–2004 |
|  | Harrah's Vicksburg                | Vicksburg, Mississippi, USA      | 1993–2003 |
|  | Horseshoe Cincinnati              | Cincinnati, Ohio, USA            | 2012–2015 |
|  | Horseshoe Cleveland               | Cleveland, Ohio, USA             | 2012–2015 |
|  | IP Hotel and Casino               | Biloxi, Mississippi, USA         | 2005–2012 |
|  | Rio Secco Golf Club (CEC)         | Henderson, Nevada, USA           | 1997–2019 |
|  | Showboat Atlantic City            | Atlantic City, New Jersey, USA   | 1998–2014 |
|  | Showboat Hotel and Casino         | Las Vegas, Nevada, USA           | 1998–2000 |
|  | Thistledown Racino                | North Randall, Ohio, USA         | 2010–2015 |